# Football aux Jeux de l'Extrême-Orient 1917
L'épreuve de football aux Jeux de l'Extrême-Orient 1917 est la troisième édition des Jeux de l'Extrême-Orient. Disputée à Tokyo, au Japon et à Shanghai a la Chine, elle oppose les équipes du Japon, de la Chine et des Philippines. Il s'agit des premiers matchs de la sélection nipponne.

## Résultats
| 9 mai 1917 | Japon   | 0 - 5 | Chine                                                    | Shibaura, Tokyo |
|            |         |       | Guo Bao-gen 3e 20e · Guan Jian-an 28e · Tang Fu-xiang nd |                 |
|            | Rapport |       |                                                          |                 |

| 10 mai 1917 | Japon    | 2 - 15   | Philippines                                       | Shibaura, Tokyo |  |
|             | Fujii nd | (1 - 10) | Alcantara 3e · Altonaga nd · Lamas nd · Guenat nd |                 |  |
|             | Rapport  |          |                                                   |                 |  |

| 11 mai 1917 | Chine                                    | 3 - 0   | Philippines | Shibaura, Tokyo |  |
|             | Guo Bao-gen nd · Ding Xu-chun 55e (pen.) | (2 - 0) |             |                 |  |

## Tableau
| Classement | Equipe      | Pts | J | V | N | D | Bp | Bc | Diff |
| ---------- | ----------- | --- | - | - | - | - | -- | -- | ---- |
| 1          | Chine       | 4   | 2 | 2 | 0 | 0 | 8  | 0  | +8   |
| 2          | Philippines | 2   | 2 | 1 | 0 | 1 | 15 | 5  | +10  |
| 3          | Japon       | 0   | 2 | 0 | 0 | 2 | 2  | 20 | -18  |

## Vainqueur
| Vainqueurs Jeux de l'Extrême-Orient 1917 Chine 2e titre |